# Denkmalgeschützte Objekte im Bezirk Neusiedl am See
Im Bezirk Neusiedl am See bestehen 259 denkmalgeschützte Objekte. Die unten angeführte Liste führt zu den Gemeindelisten und gibt die Anzahl der Objekte an.
| Gemeindeliste          | Objektanzahl |
| ---------------------- | ------------ |
| Andau                  | 5            |
| Apetlon                | 5            |
| Bruckneudorf           | 25           |
| Deutsch Jahrndorf      | 5            |
| Edelstal               | 1            |
| Frauenkirchen          | 19           |
| Gattendorf             | 12           |
| Gols                   | 6            |
| Halbturn               | 16           |
| Illmitz                | 8            |
| Jois                   | 11           |
| Kittsee                | 16           |
| Mönchhof               | 15           |
| Neudorf bei Parndorf   | 4            |
| Neusiedl am See        | 27           |
| Nickelsdorf            | 4            |
| Pama                   | 4            |
| Pamhagen               | 6            |
| Parndorf               | 10           |
| Podersdorf am See      | 6            |
| Potzneusiedl           | 8            |
| Sankt Andrä am Zicksee | 9            |
| Tadten                 | 5            |
| Wallern im Burgenland  | 6            |
| Weiden am See          | 7            |
| Winden am See          | 12           |
| Zurndorf               | 7            |